# Somerset (Pensilvânia)
Somerset é um distrito localizado no estado norte-americano da Pensilvânia, no Condado de Somerset.

## Demografia
Segundo o censo norte-americano de 2000, a sua população era de 6762 habitantes.
Em 2006, foi estimada uma população de 6468, um decréscimo de 294 (-4.3%).

## Geografia
De acordo com o United States Census Bureau tem uma área de
7,1 km², dos quais 7,1 km² cobertos por terra e 0,0 km² cobertos por água. Somerset localiza-se a aproximadamente 636 m acima do nível do mar.

## Localidades na vizinhança
O diagrama seguinte representa as localidades num raio de 16 km ao redor de Somerset.